# Väderstad AB

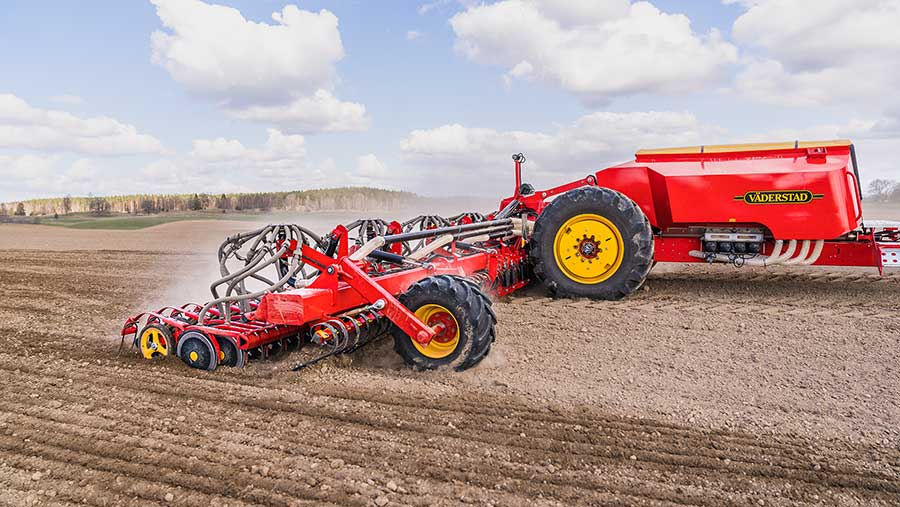
Väderstad Inspire seed drill

Väderstad AB (tidigare Väderstad-Verken AB), med säte i Väderstad, är en svensk tillverkare av lantbruksmaskiner för jordbearbetning och sådd. Företaget grundades 1962 av lantbrukaren Rune Stark. 
Ursprungligen tillverkade företaget sladdar för de styva lerjordarna i grannskapet, i dag tillverkar företaget harvar, vältar, kultivatorer, såmaskiner och precisionssåmaskiner som man exporterar till lantbrukare över hela världen. 2017 satte Väderstads precisionssåmaskin Tempo L världsrekord för precisionssådd i högsta hastighet när den klarade av att så 502,05 hektar majs på 24 timmar, på ett fält i Ungern.
År 2013 förvärvade företaget den kanadensiska såmaskinstillverkaren Seed Hawk. De är i dag ett helägt dotterbolag till Väderstad under namnet Vaderstad Industries Inc. och har sin produktionsanläggning i Langbank, Saskatchewan.
Under 2021 förvärvade Väderstad det amerikanska bolaget AAJV som har sin fabrik i Wahpeton, North Dakota. De är i dag, precis som det kanadensiska bolaget, ett helägt dotterbolag under namnet Vaderstad Inc.
2021 hade Väderstad 1900 anställda i över 40 länder och omsatte 4,2 miljarder SEK.
